# Johann Adam Schall von Bell

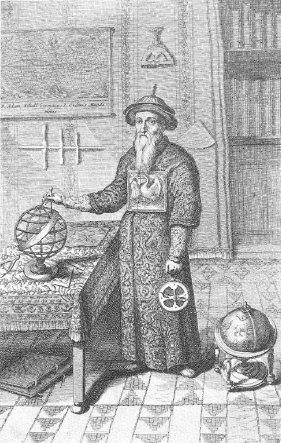
Chân dung Thang Nhược Vọng

Johann Adam Schall von Bell hay Thang Nhược Vọng (1 tháng 5 năm 1591 - 15 tháng 8 năm 1666) là một giáo sĩ phương Tây đã từng làm quan dưới 2 triều nhà Minh và nhà Thanh. Quê gốc của ông tại Koln, nước Đức.
Năm 1618, Nhược Vọng cùng rời Lisboa (Bồ Đào Nha) sang Ma Cao năm 1619. Vừa giỏi ngôn ngữ vừa giỏi lịch số, năm 1629, nhờ có hai đại thần thế lực của nhà Minh tâu xin hoàng đế Sùng Trinh nên dùng Tây sĩ để chữa lại lịch, do đó ông có điều kiện vào triều.
Khi triều Minh sụp đổ, ông vẫn tiếp tục làm việc với triều đại mới. Tuy nhiên khi Khang Hy trở thành Hoàng đế thì ông bị gièm pha và bị buộc tội. Ông qua đời tại Bắc Kinh năm 1666.